# Yaser Yıldız
Yaser Yıldız (* 1. Juni 1988 in Adapazarı, Türkei) ist ein türkischer Fußballspieler. Seine Stammposition ist die des Stürmers, allerdings wird er gelegentlich auch als Flügelspieler eingesetzt.

## Karriere

### Verein
Yıldız begann bei der Jugendmannschaft von Harmanlıkspor. Nach nur einem Jahr wechselte er in die Jugend von Sakaryaspor. In Sakarya spielte Yaser zwei Jahre und ging danach zu Beşiktaş Istanbul, wo er als Profispieler zu keinem Einsatz kam. 2005 unterschrieb er einen Vertrag bei Denizlispor und machte dort seine ersten Einsätze in der Süper Lig. Aufgrund seiner ungenügenden Erfahrung verlieh Denizlispor Yaser jeweils an Mersin İdman Yurdu und an Uşakspor. In Mersin spielte der junge Türke fast die komplette Saison durch. Bei Uşakspor spielte er vier Spiele. Eine Rückkehr zu Denizlispor gab es nicht, somit einigte sich Yıldız mit Kartalspor und wechselte in die dritte türkische Liga. Mit Kartalspor stieg er in der Saison 2006/07 in die 2. Liga auf. In seiner letzten Saison mit Kartalspor 2007/08 belegte er Platz 13 und erzielte 6 Tore. Galatasaray Istanbul verpflichtete ihn ablösefrei. Er unterschrieb einen Vertrag mit einer Laufzeit von 4 Jahren plus Option für ein weiteres Jahr. Sein erstes Tor machte Yaser im UEFA-Pokal gegen AC Bellinzona am 2. Oktober 2008. Für Galatasaray spielte Yaser eine Saison, kurz vor Ende der Transferperiode wechselte er zu Manisaspor. Über Boluspor kam er im Dezember 2011 zu Adanaspor, wo er einen Vertrag bis Juni 2014 unterschrieb. Hier erreichte man zum Saisonende den Einzug bis ins Playoff-Finale der TFF 1. Lig. Im Finale unterlag man in der Verlängerung Kasımpaşa Istanbul 2:3 und verpasste somit den Aufstieg in die Süper Lig erst in der letzten Begegnung. Bereits nach einer halben Spielzeit verließ er im Sommer 2012 Adanaspor und wechselte zu seinem ehemaligen Verein Kartalspor. Er spielte anschließend einige Zeit bei Pendikspor und später bei Ümraniyespor.

Am 2. August 2016 wechselte Yıldız schließlich zu Sarıyer SK, wo er, bereit im Herbst seiner Karriere, noch einmal eine Renaissance seiner Laufbahn feiert. Bisher erzielte er über 30 Tore für die Blau-Weißen und gilt im Sturm als unverzichtbar für seinen Verein. Für keinen anderen Klub traf Yıldız öfter, am 25. Spieltag der Drittliga-Saison 2018/19 netzte er gar dreimal gegen İnegölspor ein und trug so maßgeblich zum 4:0-Erfolg bei.

## Nationalmannschaft
Bislang spielte Yıldız für die U-16, U-17 und U-20 der türkischen Fußballnationalmannschaft.

## Erfolg
Mit Galatasaray Istanbul
- Türkischer Supercupsieger: 2008

Mit Ümraniyespor
- Meister der TFF 2. Lig und Aufstieg in die TFF 1. Lig: 2015/16